# 고산정수사업소축구장
고산정수사업소축구장(孤山淨水事業所蹴球場, Gosan Water Purification Plant Football Field)은 대한민국 대구광역시에 있는 스포츠 시설이다. 천연잔디 필드가 갖춰진 경기장이며, 2000년에 준공되었다.

## 참고 문헌
- 〈고산정수사업소축구장〉. 《대구역사문화대전》. 한국학중앙연구원.
- 《2023 전국 공공체육시설 현황 (2022년 12월말 기준)》. 대한민국 문화체육관광부. 2024.